# Österreichischer Schulpreis
Der Österreichische Staatspreis für Schule und Unterricht (vormals Österreichischer Schulpreis) ist eine Auszeichnung, die vom Bundesministerium für Bildung an Schulen mit hervorragender pädagogischer Praxis verliehen wird. Er gehört zur Gruppe der Staatspreise der Republik Österreich.

## Preisverleihungen

### 2009
Die Preisverleihung durch Bildungsministerin Claudia Schmied fand am 22. September 2009 statt. Der Hauptpreis ist mit 10.000 Euro der Sonderpreis mit 5.000 Euro dotiert.
Es sind 158 Bewerbungen aus allen Bundesländern und von sämtlichen Schultypen eingelangt. In einer Vorjurierung wurden in drei Durchgängen durch Vertreter des Unterrichtsministeriums 9 Bewerber nominiert. Eine unabhängige Jury bestehend aus Monika Kircher-Kohl, Bernd Schilcher, Michael Schratz und Peter Härtel bestimmte die Preisträger.
| Schule                         | Schulart                                | Gemeinde       | Bundesland     | Anmerkung                                                       |
| ------------------------------ | --------------------------------------- | -------------- | -------------- | --------------------------------------------------------------- |
| HTL Braunau                    | Höhere Technische Lehranstalt           | Braunau am Inn | Oberösterreich | Hauptpreis                                                      |
| Volksschule Haebergasse        | Volksschule                             | Wien           | Wien           | Sonderpreis besondere Leistungen auf dem Gebiet der Integration |
| Landhauptschule Niederndorf    | Hauptschule                             | Niederndorf    | Tirol          | Urkunde über die Nominierung zum Österreichischen Schulpreis    |
| VS Stiftgasse                  | Volksschule                             | Wien           | Wien           | Urkunde über die Nominierung zum Österreichischen Schulpreis    |
| BG und BRG Lienz               | Bundesgymnasium und Bundesrealgymnasium | Lienz          | Tirol          | Urkunde über die Nominierung zum Österreichischen Schulpreis    |
| Neue Mittelschule Markt Allhau | Neue Mittelschule                       | Markt Allhau   | Burgenland     | Urkunde über die Nominierung zum Österreichischen Schulpreis    |
| BG/BRG Villach/St. Martin      | Bundesgymnasium und Bundesrealgymnasium | Villach        | Kärnten        | Urkunde über die Nominierung zum Österreichischen Schulpreis    |
| Polytechnische Schule Perg     | Polytechnische Schule                   | Perg           | Oberösterreich | Urkunde über die Nominierung zum Österreichischen Schulpreis    |
| Bundesgymnasium Seekirchen     | Bundesgymnasium                         | Seekirchen     | Salzburg       | Urkunde über die Nominierung zum Österreichischen Schulpreis    |

### 2010
Die Preisverleihung durch Bildungsministerin Claudia Schmied fand am 27. September 2010 statt.
| Schule                                      | Schulart                          | Gemeinde    | Bundesland       | Anmerkung                                                    |
| ------------------------------------------- | --------------------------------- | ----------- | ---------------- | ------------------------------------------------------------ |
| Europäische Volksschule Dr. Leopold Zechner | Volksschule                       | Wien        | Wien             | Hauptpreis                                                   |
| Polytechnische Schule 15                    | Polytechnische Schule             | Wien        | Wien             | Spezialpreis der Jury zum Österreichischen Schulpreis        |
| HAK Neunkirchen                             | Handelsakademie und Handelsschule | Neunkirchen | Niederösterreich | Urkunde über die Nominierung zum Österreichischen Schulpreis |
| Hauptschule Mattersburg - Neue Mittelschule | Hauptschule und Neue Mittelschule | Mattersburg | Burgenland       | Urkunde über die Nominierung zum Österreichischen Schulpreis |
| HS 6 Neue Mittelschule Wels-Vogelweide      | Hauptschule und Neue Mittelschule | Wels        | Oberösterreich   | Urkunde über die Nominierung zum Österreichischen Schulpreis |
| Polytechnische Schule Mittersill            | Polytechnische Schule             | Mittersill  | Salzburg         | Urkunde über die Nominierung zum Österreichischen Schulpreis |

### 2011
| Schule                     | Schulart                                                                           | Gemeinde           | Bundesland       | Anmerkung                                                    |
| -------------------------- | ---------------------------------------------------------------------------------- | ------------------ | ---------------- | ------------------------------------------------------------ |
| GWIKU 18 Haizingergasse    | Bundesgymnasium, Bundesrealgymnasium und wirtschaftskundliches Bundesrealgymnasium | Wien               | Wien             | Hauptpreis                                                   |
| Pädagogisches Zentrum Perg | Pädagogisches Zentrum                                                              | Perg               | Oberösterreich   | Spezialpreis der Jury zum Österreichischen Schulpreis        |
| UNESCO-Mittelschule Bürs   | Neue Mittelschule                                                                  | Bürs               | Vorarlberg       | Urkunde über die Nominierung zum Österreichischen Schulpreis |
| Berufsschule Attnang       | Berufsschule                                                                       | Attnang-Puchheim   | Oberösterreich   | Urkunde über die Nominierung zum Österreichischen Schulpreis |
| ASO Krems                  | Sonderschule                                                                       | Krems an der Donau | Niederösterreich | Urkunde über die Nominierung zum Österreichischen Schulpreis |
| BORG Feldkirch             | Bundesoberstufenrealgymnasium                                                      | Feldkirch          | Vorarlberg       | Urkunde über die Nominierung zum Österreichischen Schulpreis |

### 2012
| Schule                                            | Schulart                                                               | Gemeinde                 | Bundesland       | Anmerkung                                                    |
| ------------------------------------------------- | ---------------------------------------------------------------------- | ------------------------ | ---------------- | ------------------------------------------------------------ |
| Bundesgymnasium Bludenz                           | Bundesgymnasium, Bundesrealgymnasium und Bundesoberstufenrealgymnasium | Bludenz                  | Vorarlberg       | Hauptpreis                                                   |
| Allgemeine Sonderschule Krems                     | Sonderschule                                                           | Krems an der Donau       | Niederösterreich | Spezialpreis der Jury zum Österreichischen Schulpreis        |
| Volksschule 33                                    | Volksschule                                                            | Linz                     | Oberösterreich   | Spezialpreis der Jury zum Österreichischen Schulpreis        |
| NMS 6 St. Peter                                   | Neue Mittelschule                                                      | Klagenfurt am Wörthersee | Kärnten          | Urkunde über die Nominierung zum Österreichischen Schulpreis |
| HAK/HAS Tulln                                     | Handelsakademie und Handelsschule                                      | Tulln an der Donau       | Niederösterreich | Urkunde über die Nominierung zum Österreichischen Schulpreis |
| Fachschule für wirtschaftliche Berufe der Caritas | Fachschule                                                             | Graz                     | Steiermark       | Urkunde über die Nominierung zum Österreichischen Schulpreis |

### 2013
| Schule                            | Schulart                                                   | Gemeinde             | Bundesland       | Anmerkung                         |
| --------------------------------- | ---------------------------------------------------------- | -------------------- | ---------------- | --------------------------------- |
| NMS/BG/BRG Klusemannstraße        | Neue Mittelschule, Bundesgymnasium und Bundesrealgymnasium | Graz                 | Steiermark       | Hauptpreis                        |
| Allgemeine Sonderschule St. Anton | Sonderschule                                               | St. Anton am Arlberg | Salzburg         | Sonderpreis zum Schulpreis        |
| HTL Mödling                       | Höhere Technische Lehranstalt                              | Mödling              | Niederösterreich | Anerkennungspreis zum Schulpreis  |
| Volksschule Schmetterlingsschule  | Volksschule                                                | Wien                 | Wien             | Anerkennungspreis zum Schulpreis  |
| Neue Mittelschule Himberg         | Neue Mittelschule                                          | Himberg              | Niederösterreich | Anerkennungspreis zum Sonderpreis |
| Polytechnische Schule Prutz       | Polytechnische Schule                                      | Prutz                | Tirol            | Anerkennungspreis zum Sonderpreis |

### 2014
| Schule                                | Schulart                                       | Gemeinde     | Bundesland     | Anmerkung                        |
| ------------------------------------- | ---------------------------------------------- | ------------ | -------------- | -------------------------------- |
| Polytechnische Schule Telfs           | Polytechnische Schule                          | Telfs        | Tirol          | Hauptpreis                       |
| HAK/HAS Bad Ischl                     | Handelsakademie und Handelsschule              | Bad Ischl    | Oberösterreich | Sonderpreis                      |
| VS Markt Allhau                       | Volksschule                                    | Markt Allhau | Burgenland     | Anerkennungspreis zum Schulpreis |
| Integrative Lernwerkstatt Brigittenau | Volksschule, Hauptschule und Neue Mittelschule | Wien         | Wien           | Anerkennungspreis zum Schulpreis |

### 2015
| Schule                                                   | Schulart                                                                                           | Gemeinde               | Bundesland     | Anmerkung                                |
| -------------------------------------------------------- | -------------------------------------------------------------------------------------------------- | ---------------------- | -------------- | ---------------------------------------- |
| Volksschule „Kinderinsel an der Wasserwelt“              | Volksschule                                                                                        | Wien                   | Wien           | Hauptpreis Kategorie Lesekompetenz       |
| BRG/BORG Kirchdorf                                       | Bundesrealgymnasium und Bundesoberstufenrealgymnasium                                              | Kirchdorf an der Krems | Oberösterreich | 2. Platz Kategorie Lesekompetenz         |
| NMS Kirchberg an der Raab                                | Neue Mittelschule                                                                                  | Kirchberg an der Raab  | Steiermark     | 3. Platz Kategorie Lesekompetenz         |
| Hertha Firnberg Schulen für Wirtschaft und Tourismus HFS | Höhere Lehranstalt für wirtschaftliche Berufe Höhere Lehranstalt für Tourismus und Hotelfachschule | Wien                   | Wien           | Hauptpreis Kategorie Gendergerechtigkeit |
| GRG 6 Rahlgasse                                          | Bundesgymnasium und Bundesrealgymnasium                                                            | Wien                   | Wien           | 2. Platz Kategorie Gendergerechtigkeit   |
| BAKIP Linz                                               | Bildungsanstalt für Kindergartenpädagogik                                                          | Linz                   | Oberösterreich | 3. Platz Kategorie Gendergerechtigkeit   |

### 2016
| Schule                        | Schulart                                          | Gemeinde                        | Bundesland     | Anmerkung                                           |
| ----------------------------- | ------------------------------------------------- | ------------------------------- | -------------- | --------------------------------------------------- |
| GRG7 Kandlgasse               | Bundesgymnasium und Bundesrealgymnasium           | Wien                            | Wien           | Hauptpreis Kategorie Nachhaltigkeit & Verantwortung |
| VS Stiftgasse                 | Volksschule                                       | Wien                            | Wien           | 2. Platz Kategorie Nachhaltigkeit & Verantwortung   |
| PTS Villach                   | Polytechnische Schule                             | Villach                         | Kärnten        | 3. Platz Kategorie Nachhaltigkeit & Verantwortung   |
| NMS Markt Allhau              | Neue Mittelschule                                 | Markt Allhau                    | Burgenland     | Hauptpreis Kategorie Innovative Lernsettings        |
| VS Ludesch                    | Volksschule                                       | Ludesch                         | Vorarlberg     | 2. Platz Kategorie Innovative Lernsettings          |
| TN²MS St. Marienkirchen       | Neue Mittelschule und Polytechnische Schule       | St. Marienkirchen bei Schärding | Oberösterreich | 3. Platz Kategorie Innovative Lernsettings          |
| HTBL u. VA BULME Graz/Gösting | Höhere Technische Bundeslehr- und Versuchsanstalt | Graz                            | Steiermark     | außerordentliche Anerkennung                        |

### 2017
Im Jahr 2017 wurde der Staatspreis für Schule und Unterricht ausgesetzt.

### 2018
| Schule                      | Schulart                                      | Gemeinde             | Bundesland     | Anmerkung                                                                      |
| --------------------------- | --------------------------------------------- | -------------------- | -------------- | ------------------------------------------------------------------------------ |
| BHAK/BHAS Wien 12           | Bundeshandelsakademie und Bundeshandelsschule | Wien                 | Wien           | Hauptpreis                                                                     |
| NMS Dirmhirngasse           | Neue Mittelschule                             | Wien                 | Wien           | 2. Platz                                                                       |
| Bundesgymnasium Seekirchen  | Bundesgymnasium                               | Seekirchen           | Salzburg       | 3. Platz                                                                       |
| UNESCO Volksschule Unterach | Volksschule                                   | Unterach am Attersee | Oberösterreich | Sonderpreis für Pilotprojekt „Kinder- und Jugendpartizipation in der Gemeinde“ |

Seit dem Jahr 2018 wird der Österreichische Staatspreis für Schule und Unterricht nicht mehr verliehen.